# Cheb Bilal
 (juin 2018).
 (mai 2011).
Si vous disposez d'ouvrages ou d'articles de référence ou si vous connaissez des sites web de qualité traitant du thème abordé ici, merci de compléter l'article en donnant les références utiles à sa vérifiabilité et en les liant à la section « Notes et références ».
Pour les articles homonymes, voir Bilal.
Cheb Bilal (الشاب بلال en arabe) de son vrai nom Bilal Moufok, (موفق بلال en arabe), né le 23 juillet 1966   à Cherchell, est un chanteur algérien qui produit une musique assez traditionnelle mais teintée de cuivres, de violons et de congas.

## Biographie
Cheb Bilal est né le 23 juillet 1966 à Cherchell, près d'Alger, mais passe toute sa jeunesse à Oran où il a grandi et suivi des cours du conservatoire.
Il est élevé par ses grands-parents après le divorce de ses parents alors qu'il n'avait que 3 mois.
Il se produit au début de sa carrière dans les mariages et les fêtes à Oran et ses alentours, puis fonde son groupe El Ahouar dans les années 1980 et remporte, en 1987, le premier prix d’un concours de chansons, il eut un certain succès mais qui ne dépassait pas la région de l'Ouest algérien.
En 1989, après son arrivée à Marseille il travaille dans un bar.
En 1997, il sort son premier album Babor Li Jebni (Le bateau qui m'a amené) qui a été un 
succès en Algérie avec les chansons Ghorba et L'hem.
En 2002, il signe avec Universal et sort un nouvel album Sidi Sidi.

## Discographie
- 1996 : Babor Li Jebni[2], (B.Mouffok)
- 1996 : Ghorba Wel Hemm (B.Mouffok)
- 1999 : Ouled Horma
- 1999 : Darja Darja (Samir mrabet)
- 1999 : l'almagne (Djamel lounis)
- 2000 : Ca va, Ca va (Kamel sahnoune)
- 2000 : Wellaou Ytirou (Djamel lounis)
- 2000 : Blèdi (D. Lounis), Cilima (D. Lounis)
- 2000 : Fhamha Ki Bghite (bilal)'
- 2000 : Laab baid (T. Boumellah)
- 2000 : Belkdar (Babiyou)
- 2000 : Ha Ahmed (Salim kebdi)
- 2001 : Li Yeddah Mchemmkha Yekhreb Feddaou Yegdih (babiyou)
- 2001 : L'Hachema Aandha Des Limites (babiyou)
- 2001 : N'Risqui Omri (Ali)
- 2002 : Sidi Sidi (babiyou)
- 2002 : Habsine (M. Maghni)
- 2003 : Di ayza kalem (M. Maghni)
- 2003 : Raditouna M'habla (M. Maghni)
- 2004 : Degdegtini (kacimou & babiyou)
- 2004 : Chaïmaa
- 2005 : Hadi Hala
- 2005 : Dert Wahda
- 2005 : Chriki (Toufik boumelah)
- 2005 : La Nasa (Toufik boumelah)
- 2006 : Rak Chayea (Toufik boumelah)
- 2006 : 1 Milliard (kacimou)
- 2007 :  Bizarre (maghni med)
- 2007 : Te Quiero (kacimou)
- 2007 : Milieu "Live" (Salim kebdi)
- 2007 : Point Final (babiyou)
- 2007 : Loukan nfaragh cha fi galbi Live
- 2008 : Ya Rabbi Amine (khatir Hichem)
- 2008 : Erja ou hadi (khatir Hichem)
- 2009 : Allah Kbir (Hamid l'algeroi)
- 2009 : Haja Mammay (khatir Hichem)
- 2010 : Gaa Nebghou Drahem (khatir Hichem)
- 2010 : Nif Wel Hemma (moufok Bilal)
- 2011 : Seniorita
- 2012 : Une Chance (mininou)
- 2012 : Alik Ki Dayer
- 2013 : Khaleteha Tesfa (hamdi)
- 2013 : Basta (P.M: Bilal Mouffok)
- 2013: L'as D'os / Khedma Khedma (P.M: Bilal Mouffok)
- 2014: Lyam El-Awja (P.M: Bilal Mouffok)
- 2014: Khedma Khedma
- 2015: Bravo Alik - Vive Nous
- 2016: Twahacht Bladi (توحشت بلادي mon pays me manque)

## Singles
- 1996 : Ghorba Wel Hemm album Ghorba Wel Hemm
- 1999 : Ouled Horma album Ouled Horma
- 1999 : Darja Darja album Darja Darja
- 2000 : Souhila album Belkdar
- 2000 : Nti Omri Nti Ma Vie album L'Hachema Aandha Des Limites
- 2003 : Lakhtak Jibek Gari album Lakhtak Jibek Gari
- 2003 : Di Ayza Kalem album Lakhtak Jibek Gari
- 2004 : Crédit Habesnah album Degdegtini
- 2005 : Njibha Fi Roma Wella Barcelona album Dert Wahda
- 2005 : Chriki album Chriki
- 2006 : 1 Milliard album 1 Milliard
- 2007 : Te Quiero album Te Quiero
- 2008 : Saragossa album Erja!...Ou Hadi!
- 2008 : Erja!...Ou Hadi! album Erja!...Ou Hadi!
- 2011 : Senorita album Senorita
- 2012 : Ana album Alik Ki Dayer
- 2013 : Maandekchi Eddak El Oued Yaoudi Teaya Chad, Teaya Wet-Abondonni album Khaleteha Tesfa
- 2014: Lyam El Awja album Liyam El Awja
- 2014: B'sahtèk Omri L'Achq Jdid compilation Red Son 2014
- 2014: "C'est Pas La Peine" Album (Liyam El Awja)
- 2015: "Bravo 3lik" Album (Vive Nous)
- 2016: Parce Que
- 2016: El Kilo
- 2016: Aadi
- 2016: La Loi
- 2016: Wahran Benatli
- 2017:Habayebna
- 2017: Romantique
- 2018: Vida Loca
- 2019: Ghi Hayin